# Ernst Gombrich
Ernst Hans Josef Gombrich (Viena, 30 de março de 1909 — Londres, 3 de novembro de 2001) foi um dos mais célebres historiadores da arte do século XX, especialmente por seus estudos sobre o renascimento.
É o autor de um dos livros mais populares dentre os adotados pelas instituições de ensino de História da Arte, em vários países: The Story of Art (A História da Arte), publicado pela primeira vez em 1950 em Londres e, desde então, com numerosas reedições e traduções.

## Biografia
Nasceu em Viena, ainda na época do Império Austro-Húngaro, numa família de origem judaica, que fazia parte de um sofisticado meio social e musical. Seu pai era advogado e colega de escola de Hugo von Hofmannsthal; sua mãe era pianista, aluna de Anton Bruckner (ela também conheceu Schoenberg, Mahler e Brahms). Rudolf Serkin era amigo da família. 
Gombrich foi educado na Escola Secundária Theresianum em Viena, e Universidade de Viena antes de ir à Grã-Bretanha em 1936 onde tornou-se assistente de pesquisa no Instituto Warburg. 
Durante a Segunda Guerra Mundial, trabalhou no serviço mundial da BBC, monitorando emissões de rádio alemãs. Quando em 1945 uma notícia foi antecedida por uma sinfonia de Bruckner escrita em homenagem à morte de Richard Wagner, Gombrich supôs corretamente que Hitler havia morrido, e reportou imediatamente a notícia a Churchill. Retornou ao Instituto Warburg em novembro de 1945, onde foi nomeado Research Fellow Sênior (1946), Lecturer (1948), Reader (1954), e finalmente professor de história da tradição clássica, e diretor do Instituto (de 1959 até 1972). Foi eleito Fellow da British Academy em 1960, feito Membro do Império Britânico em 1966, cavaleiro da Ordem do Império Britânico em 1972, e membro da Ordem do Mérito em 1988. Foi agraciado com muitas outras honrarias.

## Família
Gombrich era filho de Karl Gombrich e Leonie Hock. Gombrich casou-se com Ilse Heller, uma prestigiada pianista de concerto, em 1936. Ilse era aluna da mãe de Ernst, ela mesma uma reconhecida pianista. O filho único de Ernst e Ilse, Richard, tornou-se um renomado indologista e especialista em estudos budistas, atuando como Boden Professor de sânscrito na Universidade de Oxford de 1976 a 2004.

## Influência
Gombrich era próximo de vários emigrados austríacos, fugitivos do regime nazista que se instalou na Áustria depois da anexação alemã (Anschluss), entre eles Karl Popper (de quem era especialmente próximo) e Friedrich Hayek. Foi responsável pela publicação da magnum opus de Popper na Grã-Bretanha, A Sociedade Aberta e Seus Inimigos. Um tomou conhecimento do outro de forma breve em Viena, porque o pai de Gombrich trabalhou como aprendiz no escritório de advocacia do pai de Popper, Simon Popper. Tornaram-se amigos pelo resto da vida, estabelecendo-se ambos na Grã-Bretanha.

## Obra
O primeiro livro de Gombrich foi Eine kurze Weltgeschichte für junge Leser (Uma História do Mundo para jovens leitores), o único livro que não escreveu em inglês, publicado na Alemanha em 1936. Alcançou grande sucesso e foi traduzido em muitas línguas, mas não esteve disponível em inglês até 2005 quando uma tradução de uma edição revisada foi publicada como A Little History of the World.
A História da Arte, publicado pela primeira vez em 1950, já em sua 16.a edição, é considerado como um trabalho indispensável de crítica de arte e uma das mais acessíveis introduções às artes visuais. Originalmente dirigido para leitores adolescentes, vendeu milhões das cópias e foi traduzido em mais de 30 línguas.
Outros livros incluem Arte e Ilusão (1960), considerado por críticos como seu trabalho mais influente e de maior envergadura, e os artigos reunidos em Meditações sobre um cavalinho de pau (1963) e A imagem e o olho (1981). Outros livros importantes são Aby Warburg: Uma biografia intelectual (1970), O sentido da ordem (1979) e A Preferência pelo primitivo (póstumo, 2002). Uma lista completa de suas publicações foi publicada por J. B. Trapp, E. H. Gombrich: Uma bibliografia em 2000.